# پایگاه هوایی کاپیتان لویس واینگارتنر گمز نینو
پایگاه هوایی کاپیتان لویس واینگارتنر گمز نینو (به انگلیسی: Captain Luis F. Gómez Niño Air Base) (به زبان بومی: Base Aérea Capitán Luis F. Gómez Niño) یک فرودگاه نظامی: پایگاه نیروی هوایی با کد یاتا API است که یک باند فرود آسفالت دارد و طول باند آن ۲۵۰۱ متر است. این فرودگاه در کشور کلمبیا قرار دارد و در ارتفاع ۳۷۴ متری از سطح دریا واقع شده‌است.